# Lee Soo-bin (football)
Ne doit pas être confondu avec Lee Soo-bin.
Lee Soo-bin, né le 7 mai 2000 à Gwangju en Corée du Sud, est un footballeur sud-coréen évoluant au poste de milieu central au Jeonbuk Hyundai Motors.

## Biographie

### En club
Né à Gwangju en Corée du Sud, Lee Soo-bin commence le football au Pohang Steelers, jouant son premier match en professionnel le 17 mars 2019 contre le Gyeongnam FC, en championnat. Il entre en jeu lors de cette rencontre remportée par son équipe (4-1 score final). Il reçoit sa première titularisation le 20 avril 2019 face au Daegu FC. Ce jour-là, son équipe s'incline sur le score de trois buts à zéro.
Le 8 janvier 2020 Lee Soo-bin est transféré au Jeonbuk Hyundai Motors, où il est prêté pour une saison.
Lee joue son premier match pour Jeonbuk le 12 février 2020, à l'occasion d'une rencontre de Ligue des champions Élite de l'AFC face aux japonais du Yokohama F. Marinos. Il entre en jeu en fin de partie, lors de ce match perdue par les siens (1-2 score final).
Le 2 janvier 2023, Lee Soo-bin fait son retour au Jeonbuk Hyundai Motors. Il rejoint cette fois-ci définitivement les verts et blancs,.

### En équipe nationale
Lee Soo-bin compte plusieurs sélections avec l'équipe de Corée du Sud des moins de 17 ans. Avec cette sélection il marque notamment un but lors d'un match amical face au Turkménistan le 15 juillet 2016 (victoire 0-3 de la Corée du Sud).